# Dora Stratou

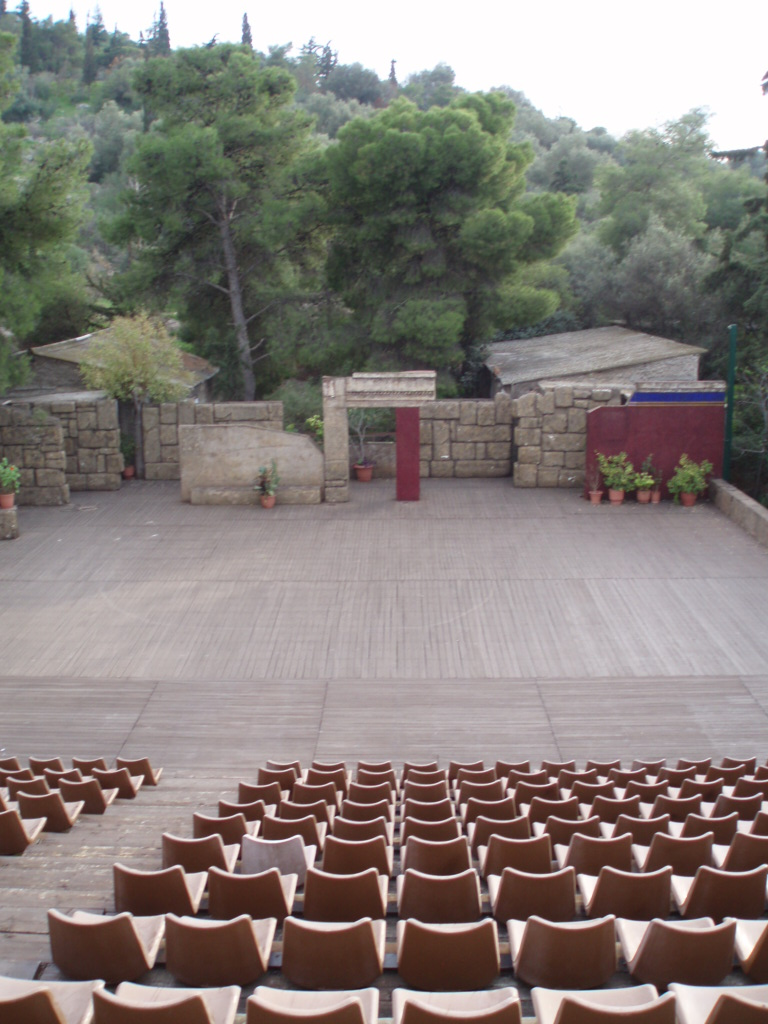
Das Theatro Dora Stratou

Dorothea „Dora“ Stratou (griechisch Δωροθέα «Δόρα» Στράτου; * November 1903 in Athen; † 20. Januar 1988 ebenda) war eine griechische Tänzerin, Sängerin und Choreographin.
Dora Stratou wurde in Athen im November 1903 geboren; sie war die Tochter des Politikers und späteren kurzzeitigen Ministerpräsidenten Nikolaos Stratos und seiner Frau Maria Koromila. Zunächst studierte sie Klavier, Tanz und Theater in Athen; nach der Hinrichtung ihres Vaters (1922), die sie psychisch sehr mitnahm, ging sie mit ihrer Mutter für 10 Jahre ins Ausland (Berlin, Paris, New York), wo sie weiterstudierte.
1932 kehrte sie nach Griechenland zurück und half Karolos Koun, sein Theater zu eröffnen. Auf Initiative von Königin  Friederike von Griechenland wurde Dora Stratou beauftragt, eine Schule für griechische Volkstänze zu gründen. Aus dieser Schule entwickelte sich eine Tanzgruppe, mit der Dora Stratou auch ins Ausland ging.
1965 wurde am Lofos Filopappou das Theatro Dora Stratou (Dora Stratou Tanztheater) eröffnet, das bis heute während der Sommermonate täglich Tanzabende veranstaltet.
Die Künstlerin starb 1988.

## Filmografie (Auswahl)
- 1967: Der Tag, an dem die Fische kamen (The Day the Fish came out)

## Weblink
- Website des Theaters

| Personendaten    | Personendaten                                           |
| ---------------- | ------------------------------------------------------- |
| NAME             | Stratou, Dora                                           |
| ALTERNATIVNAMEN  | Stratou, Dorothea; Στράτου, Δωροθέα «Δόρα» (griechisch) |
| KURZBESCHREIBUNG | griechische Tänzerin, Sängerin und Choreographin        |
| GEBURTSDATUM     | November 1903                                           |
| GEBURTSORT       | Athen                                                   |
| STERBEDATUM      | 20. Januar 1988                                         |
| STERBEORT        | Athen                                                   |